# Gogui Topadze
Gueorgui "Gogui" Topadze (en georgiano: გოგი თოფაძე; Tiflis, 18 de abril de 1940-16 de febrero de 2025) fue un científico, empresario y político georgiano, fundador y líder del partido La Industria Salvará Georgia.

## Biografía
Topadze se graduó de la escuela secundaria en 1957 y continuó sus estudios en el Instituto Politécnico de Tecnologías Químicas y Alimentarias, donde se graduó en 1962. Después de graduarse, comenzó a trabajar como empleado científico en el Instituto de Investigaciones Científicas sobre Alimentación e Industria. En 1967, Topadze estudió un posgrado química orgánica en Moscú.
En 1970-1975, Topadze trabajó como director de la fábrica de jabón de Tiflis y de 1975 a 1986 fue director general del sindicato de producción Tbillud. Desde 1986 trabaja como director de la fábrica de cerveza Lilo y en 1994 fundó la empresa cervecera Kazbegui. Por esto último, Topadze fue nombrado el mejor empresario de Georgia en 1997 y 1998. Topadze es presidente de la Federación de Deportes de Invierno desde 1995. En 1999 es vicepresidente del Comité Olímpico de Georgia y ese mismo año recibió el premio estatal en el campo de la literatura y el arte por el libro "Sobre los esquís en la montaña". 
En 1999-2005 fue presidente del movimiento político La Industria Salvará Georgia, siendo diputado del Parlamento georgiano. En el periodo 2004-2008 repitió como diputado dentro del bloque electoral Oposición de Derechas. Topadze fue presidente del Comité Olímpico de Georgia entre 2007 y 2008.